# Over het water
Over het water is een novelle uit 1998 van Hans Maarten van den Brink, die verschillende prijzen in de wacht sleepte.
Het boek stond op de shortlist van de Generale Bank Literatuurprijs, de Libris Literatuur Prijs, de Independent Foreign Fiction Prize, de Prix Femina, de Prix Médicis en won de Euregio literatuurprijs voor scholieren. Producent Rik Visser heeft in 2008 een optie op de verfilmingsrechten gekregen. Scenarioschrijver Stephen Potts werkt aan een Engelstalig script. Het is ook in het Frans vertaald. 

## Inhoud
Het verhaal begint in een watersportclub in Amsterdam in de zomer van 1939, net voor het begin van de Tweede Wereldoorlog, als Europa zijn adem inhoudt. De ik-figuur, de volksjongen Anton, houdt zich nauwelijks bezig met de gebeurtenissen in de wereld.  Hij ontmoet zijn joodse clubgenoot David voor roeioefeningen, een twee zonder stuurman op de Amstel. Zijn geluk bestaat uit lijf, spieren, zon, hout, water en steen. Heel de novelle draait rond een beschrijving van de precisie en de schoonheid van de beweging, de inspanning, de perfectie. Anton leeft alleen maar voor deze uitstapjes over het water, voor een volmaakte harmonie met een ander lijf, en voor de Olympische spelen het jaar daarop in Helsinki, op voorstel van hun Duitse trainer Alfred Schneiderhahn.  Die spelen zullen echter nooit plaatsvinden. De zomer van 1939 blijkt de laatste roeizomer voor Anton en David te zijn. 